# 佩德弋鱷屬
佩德弋鱷屬（學名：Pedeticosaurus）是鱷形超目喙頭鱷亞目的一屬，化石發現於南非的克萊倫斯組（Clarens Formation）地層，地質年代為侏羅紀早期。模式種是萊氏佩德弋鱷（P. leviseuri）。如同其他喙頭鱷類，例如跳鱷、陸鱷，佩德弋鱷也具有修長的四肢。佩德弋鱷被命名時，被歸類於個別的佩德弋鱷科（Pedeticosauridae）